# Hilarie Burton
Hilarie Ross Burton (født 1. juli 1982 i Sterling, Virginia, USA) er en amerikansk skuespiller, der bl.a. har medvirket i tv-serien One Tree Hill, hvor hun spillede Peyton Sawyer. Hun er den ældste af fire søskende.
Hun flyttede til New York for at gå i skole, og kort derefter fik hun et job hos MTV. Det lidt sjove er, at det lige var MTV, hun fik et job hos, for da hun var barn, måtte hun ikke se MTV.[kilde mangler]

## Udvalgt filmografi
- Our Very Own (2005) – Bobbie Chester
- Normal Adolescent Behavior (2007) – Ryan
- Solstice (2007) – Alicia
- The List (2008) – Jo Johnston
- The Secret Life of Bees (2008) – Deborah Owens
- Naughty or Nice (2012) - Krissy Kringle

### Tv-serier
- One Tree Hill (2003-09) – Peyton Sawyer
- White Collar (2010–13) - Sara Ellis
- Greys Hvide Verden (2013) - Dr. Lauren Boswell
- Good Sam (2022) - sæson 1 afsnit 8